# Exoprosopa madagascariensis
Exoprosopa madagascariensis är en tvåvingeart som beskrevs av Macquart 1850. Exoprosopa madagascariensis ingår i släktet Exoprosopa och familjen svävflugor.
Artens utbredningsområde är Madagaskar. Inga underarter finns listade i Catalogue of Life.